# 佩德利 (加利福尼亞州)
佩德利（英語：Pedley）是位於美國加利福尼亞州河濱縣的一個人口普查指定地區。

## 地理
佩德利的座標為33°58′31″N 117°28′33″W / 33.97528°N 117.47583°W，而該地最高點為海拔高度220米（即722英尺）。

## 人口
根據2010年美國人口普查的數據，佩德利的面積為13.250平方千米，當中陸地面積為13.154平方千米，而水域面積為0.096平方千米。當地共有人口12672人，而人口密度為每平方千米956人。